# Черёмушка (приток Кондаса)

Черёмушка — река в России, протекает в Вологодской области, в Нюксенском районе. Устье реки находится в 19 км по правому берегу реки Кондас. Длина реки составляет 10 км.
Исток находится в северо-западной части обширного болота Чистое в 40 км к северо-востоку от села Нюксеница. Река течёт на юго-запад по заболоченной, лесистой и ненаселённой местности, крупных притоков и населённых пунктов нет.

## Данные водного реестра
По данным государственного водного реестра России относится к Двинско-Печорскому бассейновому округу, водохозяйственный участок реки — Северная Двина от начала реки до впадения реки Вычегда, без рек Юг и Сухона (от истока до Кубенского гидроузла), речной подбассейн реки — Сухона. Речной бассейн реки — Северная Двина.
По данным геоинформационной системы водохозяйственного районирования территории РФ, подготовленной Федеральным агентством водных ресурсов:
- Код водного объекта в государственном водном реестре — 03020100312103000009197
- Код по гидрологической изученности (ГИ) — 103000919
- Код бассейна — 03.02.01.003
- Номер тома по ГИ — 03
- Выпуск по ГИ — 0